# Lars Vågberg
Lars Vågberg (n. 30 iunie 1967, Sollefteå, Comitatul Västernorrland, Suedia) este un jucător de curl ce a reprezentat Suedia, medaliat olimpic. A participat la 2 ediții ale Jocurilor Olimpice (2002, 2006) în care a câștigat o medalie de aur.